# Nicole Pratt
Nicole Pratt (Mackay, 5 maart 1973) is een voormalig professioneel tennisspeelster uit Australië in de periode 1989 tot januari 2008.

## Biografie

### Enkelspel
Nicole Pratt nam voor het eerst deel aan een ITF-enkelspeltoernooi in maart 1988, in Adelaide (Australië). In januari 1990 nam zij voor het eerst deel aan een grandslamtoernooi, de Australian Open; zij bereikte de tweede ronde. Een maand later stond zij voor het eerst in een finale, weer op het ITF-toernooi van Adelaide, en de week erna tevens in Melbourne. Het duurde tot 1993 voor zij haar eerste titel won, op het ITF-toernooi van Nuriootpa. In totaal won zij vijf ITF-toernooien, de laatste in Midland (Michigan) in 2000.
Al vanaf 1990 deed zij pogingen om ook aan WTA-toernooien deel te nemen, maar dat jaar kwam zij steeds niet door de kwalificatie. Pas in 1991 stond zij in de hoofdtabel van het WTA-toernooi van Brisbane; zij bereikte de tweede ronde, waar zij werd verslagen door de Belgische Sabine Appelmans. In 2001 stond zij voor het eerst in een WTA-finale, op het toernooi van Shanghai; zij verloor deze finale van het eerste reekshoofd, Monica Seles. De volgende WTA-finale, in 2004 in Haiderabad wist zij te winnen van Maria Kirilenko. In 2004 vertegenwoordigde zij Australië op de Olympische spelen in Athene – zij bereikte er de derde ronde.
Haar beste resultaat op de grandslamtoernooien was het bereiken van de vierde ronde van de Australian Open in 2003; zij verloor deze partij van Venus Williams. Haar hoogste positie op de WTA-ranglijst is de 35e plek, die zij bereikte in juni 2002.

### Dubbelspel
In februari 1988 nam Nicole Pratt voor het eerst deel aan een toernooi, het ITF-toernooi van Newcastle (Australië), samen met landgenote Angie Woolcock; zij bereikten meteen de halve finale, evenals de week erna in Canberra. Dat jaar en in 1989 speelde Pratt de dubbelspeltoernooien uitsluitend met Woolcock – dit koppel bereikte zeven keer de halve finale. De eerste keer dat Pratt een ITF-finale bereikte (in 1990 in het Engelse Swansea), won zij meteen de titel, samen met landgenote Kirrily Sharpe. In totaal won zij negen ITF-toernooien, de laatste in 2006 in Las Vegas, samen met Casey Dellacqua.
In januari 1990 nam zij voor het eerst deel aan een WTA-toernooi, in Brisbane, samen met landgenote Kerry-Anne Guse; zij kwamen niet voorbij de eerste ronde. Diezelfde maand stond zij in het hoofdtoernooi van de Australian Open, nog eenmaal met Angie Woolcock; ook nu was de eerste ronde het eindstation. Pas in 1991 ging zij vaker aan WTA-toernooien deelnemen, met verschillende partners. Het eerste goede resultaat in het WTA-circuit was het bereiken van de halve finale op het WTA-toernooi van Bayonne in 1992, samen met landgenote Michelle Jaggard-Lai. In 1998 stond zij voor het eerst in een WTA-finale, op het toernooi van Madrid, samen met landgenote Rachel McQuillan; zij verloren van de Belgische Dominique Van Roost en de Argentijnse Florencia Labat. Haar eerste WTA-titel behaalde Pratt op het gras van Rosmalen in 2000, samen met Amerikaanse Erika deLone. In totaal won zij negen WTA-toernooien, waarvan drie met Française Émilie Loit. De laatste twee titels won zij nog in 2007, een in Pattaya (met de Italiaanse Mara Santangelo) en de laatste in Memphis (met landgenote Bryanne Stewart).
Haar beste resultaat op de grandslamtoernooien was het bereiken van de halve finale van de US Open in 2002, samen met Nadja Petrova – zij verloren van de latere winnaressen, het Spaans/Argentijnse koppel Virginia Ruano Pascual/Paola Suárez. Haar hoogste positie op de WTA-ranglijst is de 18e plek, die zij bereikte in september 2001.

## Posities op deWTA-ranglijst
Positie per einde seizoen:
| jaartal | ranking enkelspel | ranking dubbelspel |
| ------- | ----------------- | ------------------ |
| 2007    | 71                | 38                 |
| 2006    | 78                | 42                 |
| 2005    | 127               | 40                 |
| 2004    | 51                | 23                 |
| 2003    | 53                | 31                 |
| 2002    | 49                | 23                 |
| 2001    | 52                | 27                 |
| 2000    | 55                | 37                 |
| 1999    | 58                | 102                |
| 1998    | 113               | 67                 |
| 1997    | 102               | 93                 |
| 1996    | 194               | 110                |
| 1995    | 297               | 133                |
| 1994    | 182               | 202                |
| 1993    | 204               | 183                |
| 1992    | 199               | 110                |
| 1991    | 241               | 242                |
| 1990    | 217               | 233                |
| 1989    | 417               | 309                |

## Palmares
| Legenda                |
| ---------------------- |
| Grandslamtoernooi      |
| Olympische Spelen      |
| Year-End Championships |
| Tier I                 |
| Tier II                |
| Tier III               |
| Tier IV & V            |

### WTA-finaleplaatsen enkelspel
| nr.              | finaledatum | toernooi       | ondergrond | tegenstandster  | score    |         |
| ---------------- | ----------- | -------------- | ---------- | --------------- | -------- | ------- |
| Gewonnen finales |             |                |            |                 |          |         |
| 1.               | 2004-02-21  | WTA Haiderabad | hardcourt  | Maria Kirilenko | 7-6, 6-1 | details |
| Verloren finales |             |                |            |                 |          |         |
| 1.               | 2001-10-14  | WTA Shanghai   | hardcourt  | Monica Seles    | 2-6, 3-6 | details |

### WTA-finaleplaatsen vrouwendubbelspel
| nr.              | finaledatum | toernooi     | ondergrond    | partner              | tegenstandsters                               | score            |         |
| ---------------- | ----------- | ------------ | ------------- | -------------------- | --------------------------------------------- | ---------------- | ------- |
| Gewonnen finales |             |              |               |                      |                                               |                  |         |
| 1.               | 2000-06-24  | WTA Rosmalen | gras          | Erika deLone         | Catherine Barclay Karina Habšudová            | 7-6, 4-3, opg.   | details |
| 2.               | 2000-11-05  | WTA Québec   | hardcourt (i) | Meghann Shaughnessy  | Els Callens Kimberly Po                       | 6-3, 6-4         | details |
| 3.               | 2001-08-19  | WTA Toronto  | hardcourt     | Kimberly Po-Messerli | Tina Križan Katarina Srebotnik                | 6-3, 6-1         | details |
| 4.               | 2003-09-21  | WTA Shanghai | hardcourt     | Émilie Loit          | Ai Sugiyama Tamarine Tanasugarn               | 6-3, 6-3         | details |
| 5.               | 2004-07-18  | WTA Stanford | hardcourt     | Eléni Daniilídou     | Iveta Benešová Claudine Schaul                | 6-2, 6-4         | details |
| 6.               | 2005-05-15  | WTA Praag    | gravel        | Émilie Loit          | Jelena Kostanić Barbora Strýcová              | 6-7, 6-4, 6-4    | details |
| 7.               | 2006-01-13  | WTA Hobart   | hardcourt     | Émilie Loit          | Jill Craybas Jelena Kostanić                  | 6-2, 6-1         | details |
| 8.               | 2007-02-11  | WTA Pattaya  | hardcourt     | Mara Santangelo      | Chan Yung-jan Chuang Chia-jung                | 6-4, 7-6         | details |
| 9.               | 2007-02-25  | WTA Memphis  | hardcourt (i) | Bryanne Stewart      | Jarmila Gajdošová Akiko Morigami              | 7-5, 4-6, [10-5] | details |
| Verloren finales |             |              |               |                      |                                               |                  |         |
| 1.               | 1998-05-23  | WTA Madrid   | gravel        | Rachel McQuillan     | Florencia Labat Dominique Van Roost           | 3-6, 1-6         | details |
| 2.               | 2001-09-16  | WTA Hawaï    | hardcourt     | Els Callens          | Tina Križan Katarina Srebotnik                | 2-6, 3-6         | details |
| 3.               | 2003-09-14  | WTA Bali     | hardcourt     | Émilie Loit          | María Vento-Kabchi Angelique Widjaja          | 5-7, 2-6         | details |
| 4.               | 2007-03-03  | WTA Acapulco | gravel        | Émilie Loit          | Lourdes Domínguez Lino Arantxa Parra Santonja | 3-6, 3-6         | details |

## Prestatietabel grandslamtoernooien
| Legenda | Legenda                          |
| ------- | -------------------------------- |
| g.t.    | geen toernooi gehouden           |
| l.c.    | lagere categorie                 |
| –       | niet deelgenomen                 |
| G       | uitgeschakeld in de groepsfase   |
| 1R      | uitgeschakeld in de eerste ronde |
| 2R      | uitgeschakeld in de tweede ronde |
| 3R      | uitgeschakeld in de derde ronde  |
| 4R      | uitgeschakeld in de vierde ronde |
| KF      | uitgeschakeld in de kwartfinale  |
| HF      | uitgeschakeld in de halve finale |
| F       | de finale verloren               |
| W       | het toernooi gewonnen            |
| w-v     | winst/verlies-balans             |

### Enkelspel
| Toernooi        | 1990 | 1991 | 1992 | 1993 | 1994 | 1995 | 1996 | 1997 | 1998 | 1999 | 2000 | 2001 | 2002 | 2003 | 2004 | 2005 | 2006 | 2007 | 2008 | w-v   |
| --------------- | ---- | ---- | ---- | ---- | ---- | ---- | ---- | ---- | ---- | ---- | ---- | ---- | ---- | ---- | ---- | ---- | ---- | ---- | ---- | ----- |
| Australian Open | 2R   | 1R   | 2R   | 1R   | 1R   | 1R   | 1R   | –    | 1R   | 3R   | 2R   | 2R   | 3R   | 4R   | 3R   | 1R   | 1R   | 1R   | 1R   | 13-18 |
| Roland Garros   | –    | –    | –    | –    | –    | –    | –    | –    | 2R   | 1R   | 1R   | 2R   | 2R   | 1R   | 2R   | 1R   | –    | 2R   | –    | 5-9   |
| Wimbledon       | –    | 1R   | –    | –    | –    | –    | –    | 2R   | 1R   | 1R   | 1R   | 1R   | 1R   | 1R   | 1R   | 2R   | 3R   | 2R   | –    | 5-12  |
| US Open         | –    | –    | –    | –    | –    | –    | –    | 1R   | 1R   | 2R   | 1R   | 1R   | 1R   | 3R   | 2R   | 2R   | 2R   | 2R   | –    | 7-11  |

### Vrouwendubbelspel
| Toernooi        | 1990 | 1991 | 1992 | 1993 | 1994 | 1995 | 1996 | 1997 | 1998 | 1999 | 2000 | 2001 | 2002 | 2003 | 2004 | 2005 | 2006 | 2007 | 2008 | w-v   |
| --------------- | ---- | ---- | ---- | ---- | ---- | ---- | ---- | ---- | ---- | ---- | ---- | ---- | ---- | ---- | ---- | ---- | ---- | ---- | ---- | ----- |
| Australian Open | 1R   | 1R   | 2R   | 2R   | 2R   | 1R   | 2R   | 2R   | 1R   | 1R   | KF   | KF   | 3R   | 1R   | 2R   | KF   | 3R   | 2R   | 1R   | 20-19 |
| Roland Garros   | –    | –    | –    | 1R   | 1R   | –    | 1R   | 1R   | 1R   | 2R   | 1R   | 3R   | 3R   | 1R   | 1R   | KF   | 1R   | 1R   | –    | 8-14  |
| Wimbledon       | 2R   | –    | –    | 1R   | 1R   | –    | 1R   | 1R   | 1R   | 1R   | 1R   | 1R   | –    | 1R   | 2R   | 2R   | 1R   | 2R   | –    | 4-14  |
| US Open         | –    | –    | –    | 1R   | –    | 2R   | 1R   | –    | 2R   | 1R   | 1R   | 1R   | HF   | 1R   | 3R   | 3R   | 1R   | 2R   | –    | 11-13 |

### Gemengd dubbelspel
| Toernooi        | 1997 | 1998 | 1999 | 2000 | 2001 | 2002 | 2003 | 2004 | 2005 | 2006 | 2007 | w-v |
| --------------- | ---- | ---- | ---- | ---- | ---- | ---- | ---- | ---- | ---- | ---- | ---- | --- |
| Australian Open | –    | –    | 2R   | 1R   | 1R   | 1R   | 1R   | 1R   | 2R   | 1R   | 2R   | 3-9 |
| Roland Garros   | –    | –    | 1R   | –    | 1R   | 2R   | 1R   | –    | 1R   | 2R   | –    | 2-6 |
| Wimbledon       | 1R   | 3R   | 1R   | 1R   | 2R   | –    | 3R   | 1R   | 2R   | 2R   | –    | 6-9 |
| US Open         | –    | –    | –    | –    | 2R   | 1R   | 1R   | 1R   | 1R   | HF   | –    | 4-6 |